# Франческо II Сфорца
Франческо II Сфорца (італ. Francesco Maria Sforza, 4 лютого 1495, Мілан — 24 жовтня 1535, Віджевано) — герцог Мілану в 1521—1524, 1525—1526, 1529—1535 роках.

## Життєпис
Походив з династії Сфорца. Син Людовіко Сфорца герцога Міланського, та Беатріче д'Есте. Франческо була уготована духовна кар'єра. У 1499 році його батько зазнав поразки від французького короля Людовика XII та був вигнаний з Мілана, у 1500 році потрапив у полон та помер у 1508 році. Франческо разом зі старшим братом Массіміліаном до двору кузини — імператриці Б'янки Марії, яка мешкала в Інсбруку.
У 1521 році імператор Карл V Габсбург висунув свої права на Ломбардію. Головнокомандувач французької армії Оде де Лотрек не зміг утримати Мілан, а 1522 року був розбитий німецькими ландскнехтами. Молодого Сфорцу оголошено герцогом Міланським як Франческо II. Проте фактична влада належала Габсбургу.
У 1524 році імператорські війська перейшли через Альпи й взяли в облогу Марсель, але місто героїчно оборонялося, і через кілька місяців ворожа армія відступила. Переслідуючи супротивника, Франциск I, король Франції, вступив до Ломбардії та знову опанував Міланом, владу Франциска II було повалено. У жовтні французи взяли в облогу Павії, але зазнали жорстокої поразки завдяки своєчасному підходу свіжих сил з Німеччини.
У 1525 році імператор Карл V відвоював Мілан і відновив Франческо II. Останній доклав значних зусиль до відновлення розореної країни. У 1526 році він приєднався до Коньякської ліги, яка воювала з Карлом V. 1526 року іспансько-імперська армія зайняла Ломбардію й узяла Мілан, змусивши герцога Франческо II відмовитись від свого володіння.
У 1529 році за умовами Камбрейської угоди владу Франческо II було відновлено над Міланським герцогством. 4 травня 1534 року одружився з донькою данського короля і небоги імператора.
У 1535 році він помер, не залишивши спадкоємця. Його смерть привела до Італійської війни 1536—1538 років. Його єдинокровний брат Джованні Паоло оголосив про відновлення Міланського герцогства.

## Родина
Дружина — Христина, донька Кристіана II, короля Данії і Норвегії.
Діти: не було